# Bijsk
Bijsk (russisch Бийск) ist eine Großstadt mit 210.115 Einwohnern (Stand 14. Oktober 2010) im südwestlichen Sibirien, Russland.

## Geographische Lage
Die Stadt liegt am Fluss Bija in der Nähe seines Zusammenflusses mit dem Katun und ist nach der 163 Kilometer entfernten Regionshauptstadt Barnaul der zweitgrößte Ort der Region Altai.
Bijsk ist Verwaltungszentrum des gleichnamigen Rajons, ist selbst jedoch nicht Teil desselben, sondern bildet einen eigenen, der Region direkt unterstellten Stadtkreis.

## Geschichte

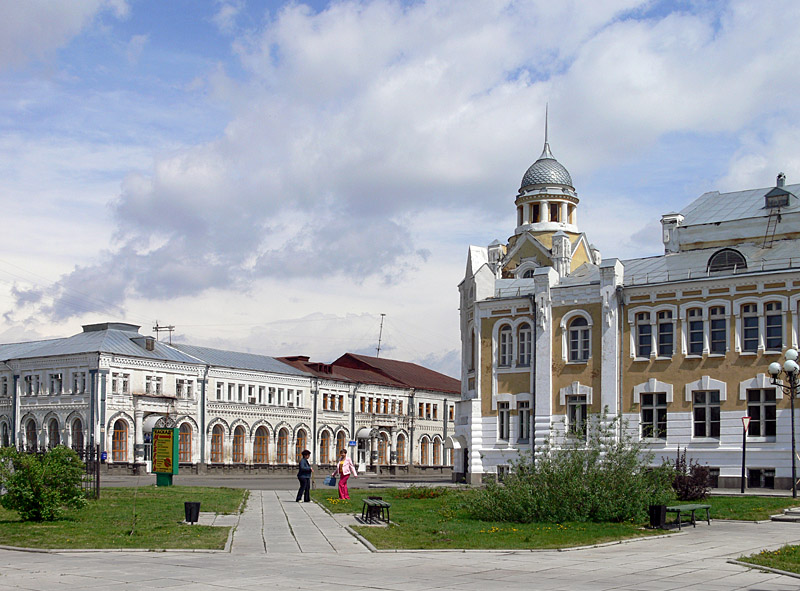
In der Altstadt von Bijsk

### Allgemein
Bijsk wurde 1709 als militärische Festung gegründet und behielt bis in die Mitte des 19. Jahrhunderts auch primär militärische Bedeutung. 1756 spielte Bijsk eine kleine strategische Rolle in der Eroberung Sibiriens durch die Russen. Aus dieser Zeit stammen auch zwei Kanonen, die heute im Stadtpark aufgestellt sind. Erst 1782 bekam Bijsk das Stadtrecht und die damit verbundenen Privilegien verliehen. Die militärische Bedeutung Bijsks endete mit der Industrialisierung 1848, danach wandelte sich Bijsk zur Industriestadt. Ende des 19. Jahrhunderts entstanden verschiedene industrielle Gewerbezweige in Bijsk. Eine Schnapsbrennerei, Sägemühlen, Webereien und metallverarbeitende Betriebe prägten das Stadtbild. 1915 erhielt Bijsk mit der Verlegung einer Nebenstrecke der Transsibirischen Eisenbahn einen Bahnanschluss. Während des Zweiten Weltkriegs wurde eine Reihe von Industriebetrieben aus den europäischen Gebieten des Landes vorübergehend nach Bijsk verlegt.

### Bevölkerungsentwicklung
| Jahr | Einwohner |
| ---- | --------- |
| 1897 | 17.213    |
| 1939 | 80.339    |
| 1959 | 146.416   |
| 1970 | 186.344   |
| 1979 | 211.567   |
| 1989 | 233.238   |
| 2002 | 218.562   |
| 2010 | 210.155   |

Anmerkung: Volkszählungsdaten

## Wirtschaft
Heute ist Bijsk wie die meisten Städte in Westsibirien vorrangig Industriestadt. Ihre Hauptproduktionszweige sind Maschinenbau (Maschinen für die Nahrungsmittelindustrie), Holzindustrie, Chemieindustrie und Textilindustrie. Bijsk gilt als wichtiges touristisches Zentrum und als Tor zum Altaigebirge, da von der Stadt ein Großteil der dorthin unternommenen Touren ausgeht.

## Verkehr
Bijsk ist die Endstation der Altai-Eisenbahn, einer Zweigstrecke der Turkestan-Sibirischen Eisenbahn, die es mit Barnaul verbindet.
In Bijsk hat einen Straßenbahnbetrieb mit 6 Linien, welche teilweise auch über den Fluss geführt werden.
In Bijsk befindet sich der nullte Kilometer der traditionellen russisch-chinesischen Handelsstraße Tschuiski trakt, heute Teil der R256. Die Straße bildet den Ausgangspunkt für die meisten touristischen Reisen ins Altai-Gebirge und ist eine der wenigen Straßenverbindungen zwischen Russland und der Mongolei.

## Bildung und Kultur
Sieben technische Institute stellen den Hauptteil des weiterführenden Bildungsangebots in Bijsk, es besteht jedoch auch eine Staatliche W.-M.-Schukschin-Universität für Geisteswissenschaften und Pädagogik des Altaigebiets. 2005 erhielt Bijsk offiziell den Status einer  Wissenschaftsstadt.
Das Museum für regionale Geschichte stellt neben dem Drama-Theater den kulturellen Höhepunkt eines Besuchs in Bijsk dar. Eine Besonderheit ist auch die Bibliothek mit mehr als 3,5 Mio. Büchern.

## Söhne und Töchter der Stadt
- Georgi Stepanow (1919–1986), Romanist
- Alexander Lokschin (1920–1987), Komponist
- Alexander Bessmertnych (* 1933), Wissenschaftler, Politiker und Diplomat
- Ulada Tscharnjauskaja (* 1966), belarussische Badmintonspielerin
- Sergei Babkow (1967–2023), Basketballtrainer und -spieler
- Olga David (* 1968), Malerin und Architektin
- Sergey Erenburg (* 1983), israelischer Schachspieler
- Sergei Kamenski (* 1987), Sportschütze
- Sergei Newerow (* 1993), Biathlet[2]
- Artjom Karpukas (* 2002), Fußballspieler